# Supercopa de los Países Bajos 2019
La Supercopa de los Países Bajos 2019 (en neerlandés: Johan Cruijff Schaal XXIV) fue la 30ª edición de la competición que enfrenta al campeón de la Eredivisie y al vencedor de la Copa de los Países Bajos. El encuentro se disputó el 27 de julio de 2019 en el Johan Cruyff Arena de Ámsterdam, estadio del campeón de liga, el Ajax.
El Ajax, campeón de liga y copa en la temporada 2018-19, enfrentó al PSV Eindhoven, subcampeón de la Eredivisie.
El conjunto de Ámsterdam se impuso por 2-0 con goles de Kasper Dolberg y Daley Blind, logrando así su noveno título de la Supercopa neerlandesa.

## Antecedentes
La Supercopa de los Países Bajos es el tradicional partido de apertura de la temporada futbolística en los Países Bajos. Se disputa anualmente entre el campeón de liga y el campeón de copa. En caso de que un equipo gane ambos títulos, el subcampeón de la Eredivisie ocupa su lugar (como paso en esta edición).
En la temporada 2018-19, el Ajax logró el doblete tras superar por tres puntos al PSV en la liga y vencer por 4-0 al Willem II en la final de copa. Como resultado, el partido se disputó en su estadio.

## El partido
| Supercopa de los Países Bajos; 27 de julio de 2019 | Ajax                                  | 2:0 (1:0) | PSV Eindhoven | Johan Cruyff Arena, Ámsterdam                             |                                                           |
| 18:00 CEST                                         | - Kasper Dolberg 1' - Daley Blind 53' | Reporte   |               | Asistencia: 51.837 espectadores Árbitro(s): Dennis Higler | Asistencia: 51.837 espectadores Árbitro(s): Dennis Higler |

### Alineaciones
|  |  |

| POR          | 24 | André Onana         |     |     |
| DEF          | 3  | Joël Veltman        | 63' |     |
| DEF          | 2  | Perr Schuurs        |     |     |
| DEF          | 21 | Lisandro Martínez   |     | 59' |
| DEF          | 28 | Sergiño Dest        | 78' |     |
| MED          | 18 | Răzvan Marin        |     |     |
| MED          | 17 | Daley Blind         |     | 83' |
| MED          | 10 | Dušan Tadić (c)     |     |     |
| MED          | 6  | Donny van de Beek   |     |     |
| DEL          | 11 | Quincy Promes       |     | 59' |
| DEL          | 25 | Kasper Dolberg      |     |     |
| Suplentes:   |    |                     |     |     |
| POR          | 1  | Bruno Varela        |     |     |
| POR          | 33 | Dominik Kotarski    |     |     |
| DEF          | 5  | Kik Pierie          |     |     |
| DEF          | 12 | Noussair Mazraoui   |     |     |
| DEF          | 16 | Lisandro Magallán   |     | 83' |
| MED          | 8  | Carel Eiting        |     |     |
| MED          | 20 | Lasse Schöne        |     | 59' |
| MED          | 22 | Hakim Ziyech        |     | 59' |
| MED          | 26 | Jurgen Ekkelenkamp  |     |     |
| MED          | 27 | Noa Lang            |     |     |
| MED          | 30 | Dani de Wit         |     |     |
| DEL          | 9  | Klaas-Jan Huntelaar |     |     |
| Entrenador:  |    |                     |     |     |
| Erik ten Hag |    |                     |     |     |

| POR             | 1  | Jeroen Zoet        |       |     |
| DEF             | 22 | Denzel Dumfries    |       |     |
| DEF             | 3  | Derrick Luckassen  | 23'   |     |
| DEF             | 28 | Olivier Boscagli   |       |     |
| DEF             | 32 | Michal Sadílek     |       |     |
| MED             | 18 | Pablo Rosario (c)  |       |     |
| MED             | 8  | Jorrit Hendrix     | 21'   | 46' |
| DEL             | 7  | Bruma              |       | 46' |
| DEL             | 10 | Steven Bergwijn    |       | 59' |
| DEL             | 19 | Cody Gakpo         | 45+1' |     |
| DEL             | 14 | Sam Lammers        |       |     |
| Suplentes:      |    |                    |       |     |
| POR             | 21 | Robbin Ruiter      |       |     |
| DEF             | 4  | Nick Viergever     |       |     |
| DEF             | 20 | Trent Sainsbury    |       |     |
| DEF             | 33 | Jordan Teze        |       |     |
| MED             | 15 | Érick Gutiérrez    |       | 46' |
| MED             | 17 | Ibrahim Afellay    |       |     |
| MED             | 24 | Mohammed Ihattaren |       |     |
| MED             | 25 | Bart Ramselaar     |       |     |
| DEL             | 9  | Donyell Malen      |       | 46' |
| DEL             | 11 | Hirving Lozano     |       | 59' |
| DEL             | 16 | Joël Piroe         |       |     |
| DEL             | 26 | Zakaria Aboukhlal  |       |     |
| Entrenador:     |    |                    |       |     |
| Mark van Bommel |    |                    |       |     |